# Spilarctia
A Spilarctia a rovarok (Insecta) osztályának lepkék (Lepidoptera) rendjébe, ezen belül a medvelepkefélék (Arctiidae) családjába tartozó nem.
Ezt a rovarnemet egyes rendszerezők még mindig a Spilosoma alnemeként kezelik.

## Rendszerezés
A nembe az alábbi fajok tartoznak (meglehet, hogy a lista hiányos és/vagy a jövőben változni fog; jelenleg 137 faji szintű taxonnév van megjelenítve):
- Spilarctia - alnem
  - accensa - fajcsoport
    - Spilarctia accensa (Swinhoe, 1903)
    - Spilarctia rhodochroa (Hampson, 1916)
    - Spilarctia rubriventris (Talbot, 1926)

  - ananda - fajcsoport
    - Spilarctia ananda (Roepke, 1938)
    - Spilarctia groganae (Holloway, 1976)
    - Spilarctia irina Dubatolov, 2006

  - bisecta - fajcsoport
    - Spilarctia bisecta (Leech, [1889])
    - Spilarctia graminivora Inoue, 1988
    - Spilarctia lungtani Daniel, 1943
    - Spilarctia subtestacea (Rothschild, 1910)

  - casigneta - fajcsoport
    - Spilarctia adumbrata (Thomas, 1994)
    - Spilarctia borneensis (Rothschild, 1910)
    - Spilarctia casigneta (Kollar, [1844])
    - Spilarctia rubilinea (Moore, [1866])
    - Spilarctia rufofusca (Thomas, 1994)
    - Spilarctia sinica Daniel, 1943
    - Spilarctia tamangi (Thomas, 1994)
    - Spilarctia variata Daniel, 1943
    - Spilarctia xanthogaster (Thomas, 1994)
    - Spilarctia xanthogastes Fang, 2000
    - Spilarctia xanthosoma (Roepke, 1954)

  - hypogopa - fajcsoport
    - Spilarctia daltonica (Černý, 2011)
    - Spilarctia hypogopa (Hampson, 1907)
    - Spilarctia flavorubida Dubatolov, 2006
    - Spilarctia moorei Snellen, 1879
    - Spilarctia philippina Dubatolov & Kishida, 2006
    - Spilarctia postrubida (Wileman, 1910)

  - leopardina - fajcsoport
    - Spilarctia inayatullahi Dubatolov & Gurko, 2004
    - Spilarctia leopardina (Kollar, 1844)
    - Spilarctia melanostigma (Erschoff, 1872)

  - lutea - fajcsoport
    - sárgás medvelepke (Spilarctia lutea) (Hufnagel, 1766) - típusfaj
    - Spilarctia seriatopunctata (Motschulsky, [1861])

  - nydia - fajcsoport
    - Spilarctia nydia Butler, 1875

  - punctata - fajcsoport
    - Spilarctia caloscopium (Černý, 2011)
    - Spilarctia congruenta (Thomas, [1993])
    - Spilarctia denigrata (Thomas, [1993])
    - Spilarctia gopara (Moore, [1860])
    - Spilarctia hosei (Rothschild, 1910)
    - Spilarctia kareli (Thomas, [1993])
    - Spilarctia mahaplaga (Černý, 2011)
    - Spilarctia murzini Dubatolov, 2005
    - Spilarctia percellens (Thomas, [1993])
    - Spilarctia phaea (Hampson, 1901)
    - Spilarctia procedra (Swinhoe, 1907)
    - Spilarctia punctata (Moore, 1859)
    - Spilarctia siberuta Dubatolov, 2006
    - Spilarctia thomasi (Holloway, 1988)
    - Spilarctia ummera Swinhoe, [1890]
    - Spilarctia ummeroides (Černý, 2011)

  - a Spilarctia alnemen belül fajcsoportba nem sorolt taxonok
    - Spilarctia adelphus (Rothschild, 1920)
    - Spilarctia adriani (De Vos & Suhartawan, 2011)
    - Spilarctia alba (Bremer & Grey, 1853)
    - Spilarctia albicornis (Hampson, 1900)
    - Spilarctia arctichroa (Druce, 1909)
    - Spilarctia ardens (Kishida, 1987)
    - Spilarctia aurocostata (Oberthür, 1911)
    - Spilarctia baltazarae (Černý, 1995)
    - Spilarctia biagi (Bethune-Baker, 1908)
    - Spilarctia bifascia Hampson, 1891
    - Spilarctia bifasciata Butler, 1881
    - Spilarctia bipunctata Daniel, 1943
    - Spilarctia brechlini (Černý, 2011)
    - Spilarctia brunnea (Heylaerts, 1890)
    - Spilarctia cadioui Thomas, 1989
    - Spilarctia castanea (Hampson, 1893)
    - Spilarctia cinnamomea (De Vos & Suhartawan, 2011)
    - Spilarctia coccinea (Hampson, 1907)
    - Spilarctia comma (Walker, 1856)
    - Spilarctia contaminata (Wileman, 1910)
    - Spilarctia coorgensis Kirti & Gill, 2010
    - Spilarctia costata (Boisduval, 1832)
    - Spilarctia dinawa (Bethune-Baker, 1904)
    - Spilarctia dohertyi (Rothschild, 1910)
    - Spilarctia dukouensis C.-L. Fang, 1982
    - Spilarctia enarotali (De Vos & Suhartawan, 2011)
    - Spilarctia extirpata (Černý, 2009)
    - Spilarctia fidelia (Černý, 2011)
    - Spilarctia gianellii (Oberthür, 1911)
    - Spilarctia grandimacula (De Vos & Suhartawan, 2011)
    - Spilarctia hampsoni (Joicey & Talbot, 1916)
    - Spilarctia harlequina (Černý, 2011)
    - Spilarctia hetera (Černý, 2009)
    - Spilarctia holobrunnea (Joicey & Talbot in Joicey, Noakes & Talbot, 1916)
    - Spilarctia hypsoides (Rothschild, 1914)
    - Spilarctia inexpectata (Rothschild, 1933)
    - Spilarctia irregularis (Rothschild, 1910)
    - Spilarctia javana (Rothschild, 1910)
    - Spilarctia kebea (Bethune-Baker, 1904)
    - Spilarctia leopoldi (Tams, 1935)
    - Spilarctia longiramia (Hampson, 1901)
    - Spilarctia mastrigti (De Vos & Suhartawan, 2011)
    - Spilarctia metaxantha (Hampson, 1901)
    - Spilarctia mona (Swinhoe, 1885)
    - Spilarctia motuonica C.-L. Fang, 1982
    - Spilarctia nana (De Vos & Suhartawan, 2011)
    - Spilarctia nigrovittatus (Matsumura, 1911)
    - Spilarctia nobilis (Turner, 1940)
    - Spilarctia novaeguineae (Rothschild, 1913)
    - Spilarctia oberthueri (Semper, 1899)
    - Spilarctia obliquizonata (Miyake, 1910)
    - Spilarctia owgarra (Bethune-Baker, 1908)
    - Spilarctia pallidivena (Černý, 2009)
    - Spilarctia persimilis (Rothschild, 1914)
    - Spilarctia postbrunnea (De Vos & Suhartawan, 2011)
    - Spilarctia pratti (Bethune-Baker, 1904)
    - Spilarctia quercii (Oberthür, 1911)
    - Spilarctia reticulata (Rothschild, 1933)
    - Spilarctia rhodius (Rothschild, 1920)
    - Spilarctia rubribasis (Joicey & Talbot in Joicey, Noakes & Talbot, 1916)
    - Spilarctia ruficosta (Joicey & Talbot in Joicey, Noakes & Talbot, 1916)
    - Spilarctia sparsalis (Walker, [1865])
    - Spilarctia styx (Bethune-Baker, 1910)
    - Spilarctia subcarnea (Walker, 1855)
    - Spilarctia tengchongensis Fang & Cao, 1984
    - Spilarctia terminicomma (Černý, 2009)
    - Spilarctia tigrina (Moore, 1879)
    - Spilarctia todara (Moore, 1872)
    - Spilarctia toxopei (Roepke, 1954)
    - Spilarctia transversa (De Vos & Suhartawan, 2011)
    - Spilarctia vandepolli (Rothschild, 1910)
    - Spilarctia venata (Wileman, 1915)
    - Spilarctia victorina (Černý, 2011)
    - Spilarctia vulgaris (De Vos & Suhartawan, 2011)
    - Spilarctia wernerthomasi (De Vos & Suhartawan, 2011)
    - Spilarctia whiteheadi (Rothschild, 1910)
    - Spilarctia yukikoae Kishida, 1995
    - Spilarctia zhangmuna C.-L. Fang, 1982
- Praephragmatobia Dubatolov & Y. Kishida, 2010 - alnem
  - cervina - fajcsoport
    - Spilarctia cervina (Wallengren, 1860)
    - Spilarctia griseabrunnea (Holloway, 1976)
    - Spilarctia rubescens (Walker, 1855)

  - philippinica - fajcsoport
    - Spilarctia mindanao Dubatolov & Y. Kishida, 2010
    - Spilarctia mollis (Černý, 2011)
    - Spilarctia palawana Dubatolov & Y. Kishida, 2010
    - Spilarctia philippinica Dubatolov & Kishida, 2010

  - strigatula - fajcsoport
    - Spilarctia gurkoi Dubatolov & Y. Kishida, 2010
    - Spilarctia strigatula (Walker, 1855)

  - sumatrana - fajcsoport
    - Spilarctia continentalis (Rothschild, 1910)

### Fordítás
- Ez a szócikk részben vagy egészben  a   Spilarctia című angol Wikipédia-szócikk ezen változatának fordításán alapul.  Az eredeti cikk szerkesztőit annak laptörténete sorolja fel. Ez a jelzés csupán a megfogalmazás eredetét és a szerzői jogokat jelzi, nem szolgál a cikkben szereplő információk forrásmegjelöléseként.